# 波比奇 (佐洛喬夫區)
49°53′29″N 24°57′52″E / 49.89139°N 24.96444°E
波比奇（烏克蘭語：Побіч），是烏克蘭西部的村莊，隸屬利維夫州的佐洛奇夫區。該村面積0.62平方公里，海拔高度287米，2001年人口198，人口密度每平方公里320.39人。